# Miki Tanaka
Pour les articles homonymes, voir Tanaka.
Miki Tanaka (田中 美衣, Tanaka Miki), née le 20 octobre 1987, est une judokate japonaise en activité évoluant dans la catégorie des moins de 63 kg.

## Biographie
Miki Tanaka participe aux Championnats du monde de judo 2010 et remporte la médaille d'argent en catégorie poids mi-moyens.

## Palmarès
| Année | Compétition           | Lieu  | Résultat | Catégorie      |
| ----- | --------------------- | ----- | -------- | -------------- |
| 2010  | Championnats du monde | Tokyo | 2e       | Moins de 63 kg |